# Sophora praetorulosa
Sophora praetorulosa är en ärtväxtart som beskrevs av Woon Young Chun och T. Chen. Sophora praetorulosa ingår i släktet soforor, och familjen ärtväxter. Inga underarter finns listade i Catalogue of Life.